# (15335) Satoyukie
(15335) Satoyukie est un astéroïde de la ceinture principale.

## Description
(15335) Satoyukie est un astéroïde de la ceinture principale. Il fut découvert le 23 octobre 1993 à Oizumi par Takao Kobayashi. Il présente une orbite caractérisée par un demi-grand axe de 2,68 UA, une excentricité de 0,24 et une inclinaison de 13,6° par rapport à l'écliptique.